# Raymond de Rouchon
Raymond de Rouchon, mort en juillet 1602,    est un prélat français  du  XVIe siècle  et du début du XVIIe siècle. 

## Biographie
Raymond Rouchon ou de Rouchon  latinisé en Raymundus de Rouchon est prêtre du diocèse de Cahors. Il est docteur en théologie et prieur de  Saint-Pierre de la Réole. Raymond  Rouchon est présenté au roi Henri IV de France  comme évêque « confidentiaire »  de Saint-Flour par Henri de Noailles comte d'Ayen en août 1597. Sa nomination est acceptée par le pape en 10 mars 1599 et il prête serment de fidélité à Toulouse en février 1600. Il est en fait chargé d'occuper le siège épiscopal  dans l'attente que le fils de son protecteur Charles de Noailles ait atteint un « âge décent  » pour occuper la fonction. Il meurt en juillet 1602Il établit la confrérie des pénitents noirs de la  sainte Croix.  De son temps, en 1598, les Frères mineurs s'établissent à Saint-Flour dans l'ancien  hôpital de Saint-Etienne.